# コゴメマンネングサ
コゴメマンネングサ (Sedum uniflorum) は、マンネングサ属に属する種である。分布は九州南部〜沖縄。多年草で、5月ごろに黄色の花が咲く。